# Ʊ̀
Cette page contient des caractères spéciaux ou non latins. S’ils s’affichent mal (▯, ?, etc.), consultez la page d’aide Unicode.
Ʊ̀ (minuscule : ʊ̀), appelé upsilon accent grave ou upsilon latin accent grave, est une lettre additionnelle qui est utilisée pour écrire certaines langues africaines comme l’anii. Elle est composée d’un upsilon latin ‹ Ʊ ʊ › diacrité d’un accent grave.

## Représentations informatiques
Cette lettre possède les représentations Unicode suivantes :
| formes    | représentations | chaînes de caractères | points de code | descriptions                                             |
| --------- | --------------- | --------------------- | -------------- | -------------------------------------------------------- |
| capitale  | Ʊ̀               | Ʊ◌̀                    | U+01B1 U+0300  | lettre majuscule latine upsilon diacritique accent grave |
| minuscule | ʊ̀               | ʊ◌̀                    | U+028A U+0300  | lettre minuscule latine upsilon diacritique accent grave |